# Klášter Bzovík
Bzovík je původně benediktinský (později premonstrátský) klášter přestavěný na pevnost (hrad), nedaleko obce Bzovík v okrese Krupina v Banskobystrickém kraji.
Objekt Bzovíckého kláštera je důkazem toho, že někdy určit jednoznačně druh stavební památky není jednoduché. Kláštery bývaly v historii často terčem útoků nepřátel a to vyvolalo nutnost jejich přestavby na opevněné objekty nebo pevnosti. V oblasti, která se dostala v 16. století do sféry přímého ohrožení tureckým nebezpečím, se urychleným tempem opevňovala města a později i oba nejstarší hornouherské (slovenské) kláštery v Hronském Beňadiku a v Bzovíku.

## Historie

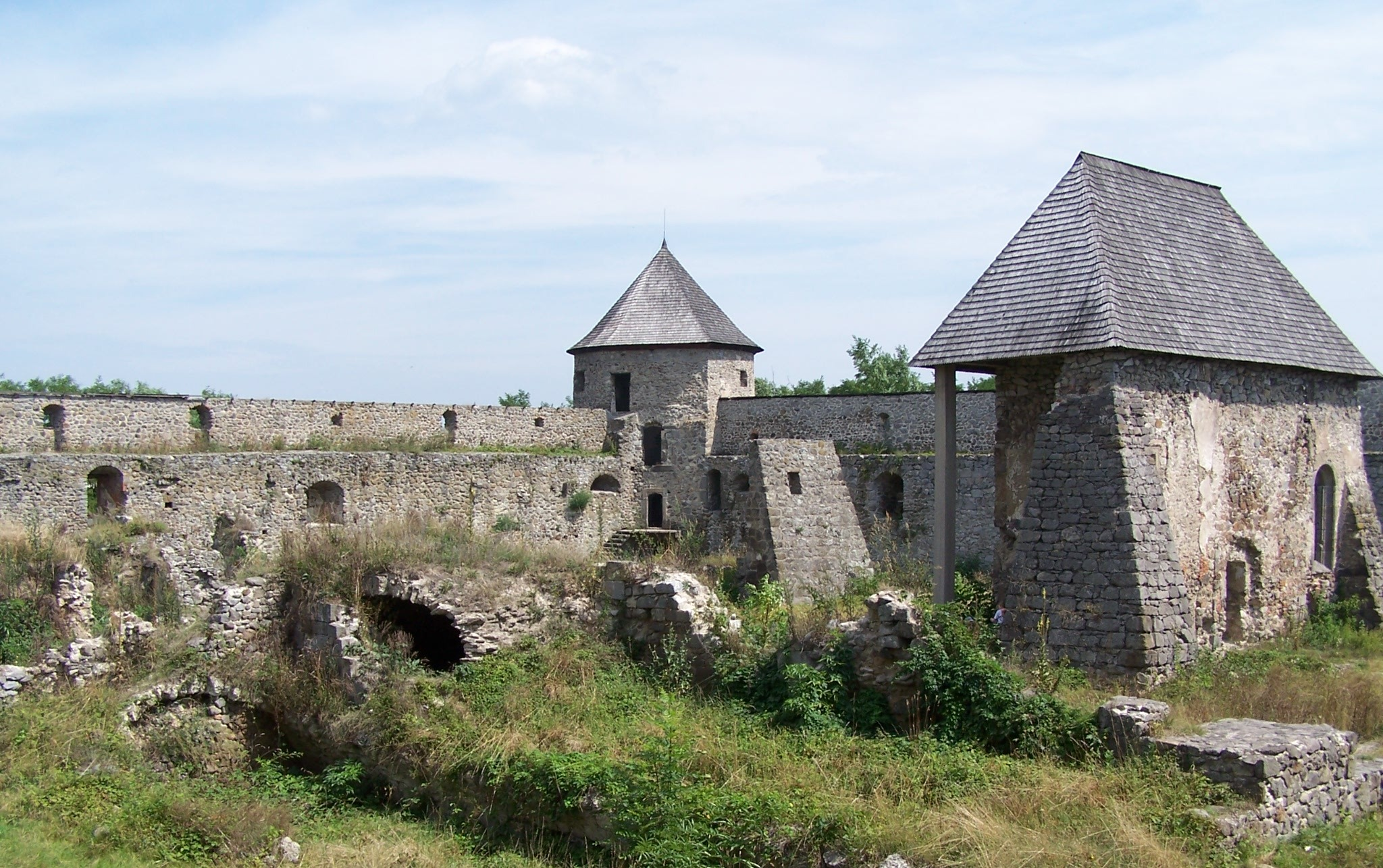
Nádvoří kláštera

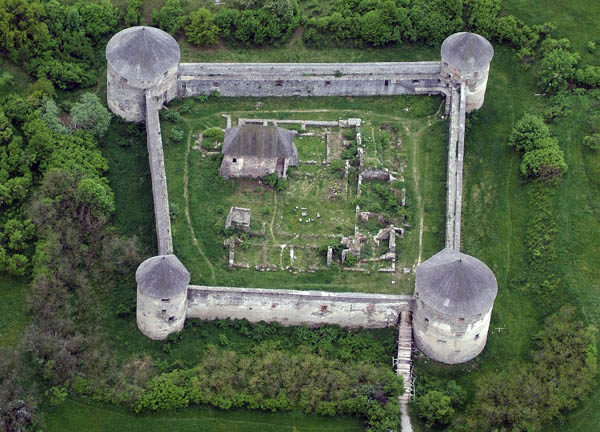
Letecký pohled na klášter

Klášter v Bzovíku vznikl v první polovině 12. století. Původně šlo o benediktinský klášter zasvěcený prvnímu uherskému králi sv. Štěpánovi. Za jeho zakladatele je považován příslušník rodu Hunt-Poznanů, kníže Lampert.
Románský dvouvěžový kostel, ke kterému přibyla později po dostavbách klášterní budova s rajským dvorem a křížovou chodbou, byl jednou ze slovenských nejvýznamnějších románských stavebních památek. Kostel s klášterem se v průběhu 15. století často stával terčem útoků; vícekrát objekt vyhořel, načež byl opraven a postupem času částečně přestavěn.
Do centra pozornosti se klášter dostal po bitvě u Moháče. Jeho majitelem byl v uvedeném období jeden z oligarchů středního Slovenska, Zikmund Balaša – příslušník rodu Balašů, který později nechvalně proslul nejen v majetkových sporech mezi šlechtou, ale zejména bezohlednou krutostí vůči poddaným. Zikmund vyhnal z kláštera řeholníky a hned nato (v roce 1530) začal klášter přestavovat na zámeček obehnaný mohutným opevněním. Zdi dostaly mohutné střílny a vnitřní ochozy. K nim byla přistavěna z vnitřní strany obydlí pro vojáky a hospodářské budovy. Celý areál chránily široké příkopy a mohutné nárožní bašty.
I další osudy objektu byly pestré. V roce 1620 hrad vyhořel, koncem 17. století se opět vrátil do majetku církve. V roce 1678 jej dobyli povstalci Imricha Tökölyho.
Další období už spělo k jeho zániku. Po krátkém vlastnictví řádu jezuitů a ostřihomského arcibiskupa začal objekt začátkem 19. století pustnout. Poslední ránu v procesu chátrání mu uštědřily boje během druhé světové války i následné ničení místními obyvateli.

## Popis
Areál bývalého kláštera se nachází ve stavu ruin, kromě vnějšího opevnění, které vykazuje známky zachovalosti a rekonstrukce. Je dobře viditelný po odbočení z hlavní silnice jižně od obce.